# Kairos

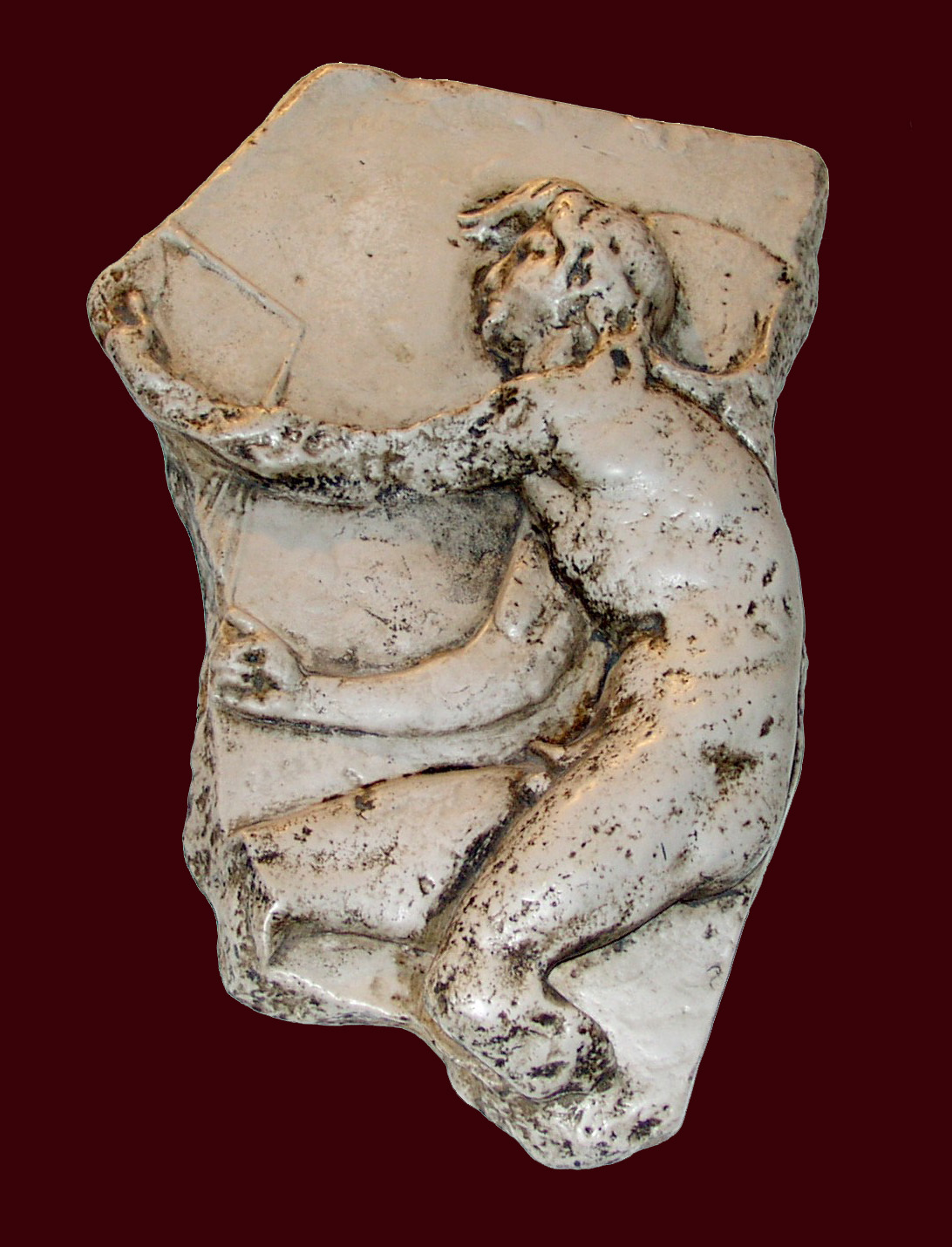
Kairos-Relief von Lysippos, Kopie in Trogir

Kairos (καιρός) (pronunțat *keros*) este un cuvânt din greaca veche, care semnifică „momentul potrivit sau oportun”, „șansa”, „un punct în timp în care schimbarea este posibilă”. Spre deosebire de chronos, care desemna la greci timpul secvențial, fizic, cantitativ, măsurabil, kairos desemnează timpul calitativ, momentul privilegiat al acțiunii, istoriei, împlinirii personale etc.
- În mitologia greacă, Kairos era o zeitate care simbolizează ocazia.[2]

- La ora actuală, termenul este folosit în teologie pentru a descrie forma calitativă a timpului.

- În retorică termenul kairos reprezintă „un moment scurt în care apare o oportunitate de care trebuie profitat cu toată forța pentru a obține succesul”. (E. C. White, Kaironomia, p. 13)